# Svjetsko prvenstvo u rukometu za žene – Jugoslavija 1957.
Svjetsko prvenstvo u rukometu za žene 1957. održano je u Jugoslaviji od 13. do 20. srpnja 1957. godine. Gradovi domaćini bili su Virovitica (SR Hrvatska) i Beograd (SR Srbija).

## Konačni poredak
- Zlato:  Čehoslovačka
- Srebro:  Mađarska
- Bronca :  Jugoslavija

## Vanjske poveznice
- www.ihf.info - SP 1957